# Свято-Різдво-Богородична церква (Смородськ)
Свято-Різдво-Богородична церква — дерев'яна церква 1905 р. в с. Смородськ.

## Історія та архітектура
В період будівництва храму село входило до складу Пінського повіту Мінської губернії. Церква знаходиться на околиці села, має дещо відокремлене, острівне розташування поблизу місцевого цвинтаря. Храм побудований у 1905 р. коштом протоієрея Федора Смородського з допомогою мешканців села. 
Церква має тризрубну структуру типу «корабель» з прибудованим із заходу зрубом дзвіниці. Бабинець і дзвіниця однакові за шириною. З південного боку до вівтаря примикає приміщення паламарні. Над головним входом у будівлю влаштовано двосхилий дашок з трикутним фронтоном. Центральна нава завершується восьмигранним світловим барабаном, накритим наметовою банею. Триярусна дзвіниця «восьмерик на четверику» увінчана шпилястим наметом з металевим хрестом нагорі; наметовий дах дзвіниці з чотирьох боків оздоблений трикутними фронтонами. Церква має досить витончене зовнішнє оздоблення у вигляді кутових лопаток, відокремленого пояском фризу з профільованими кронштейнами, що оперізує зруби дзвіниці та нави та спрощених сандриків над вікнами. Зовні зрубна конструкція храму захищена шалюванням з дерев’яної дошки. 
Станом на 2014 р. стіни церкви Різдва Богородиці були пофарбовані у голубий колір, кути будівлі виділені зеленкуватим; горизонтальні пояски та сандрики – жовтим; дахи, верхи та маківки – оцинкована жерсть, пофарбована у зелений колір.

## Галерея

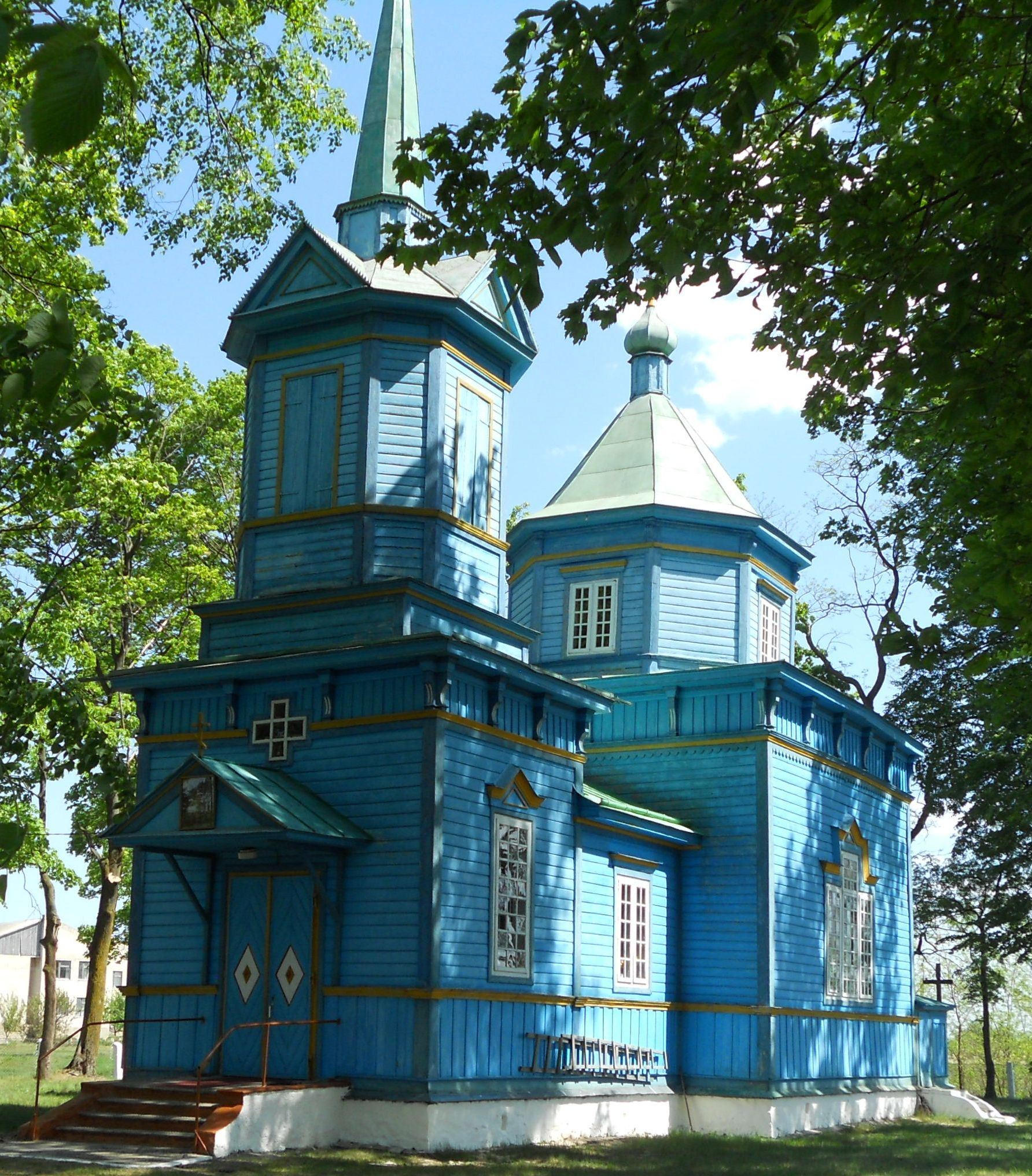
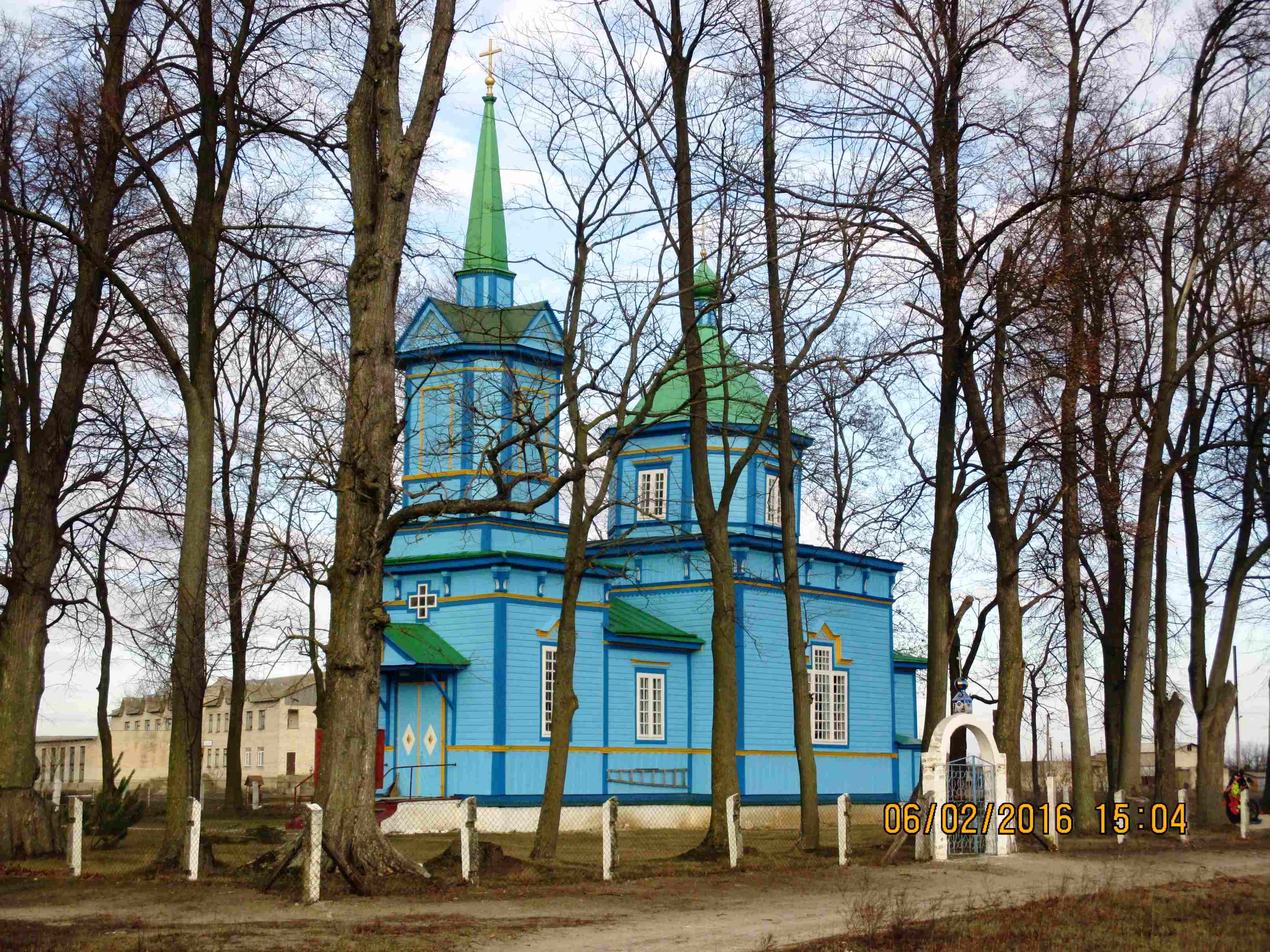
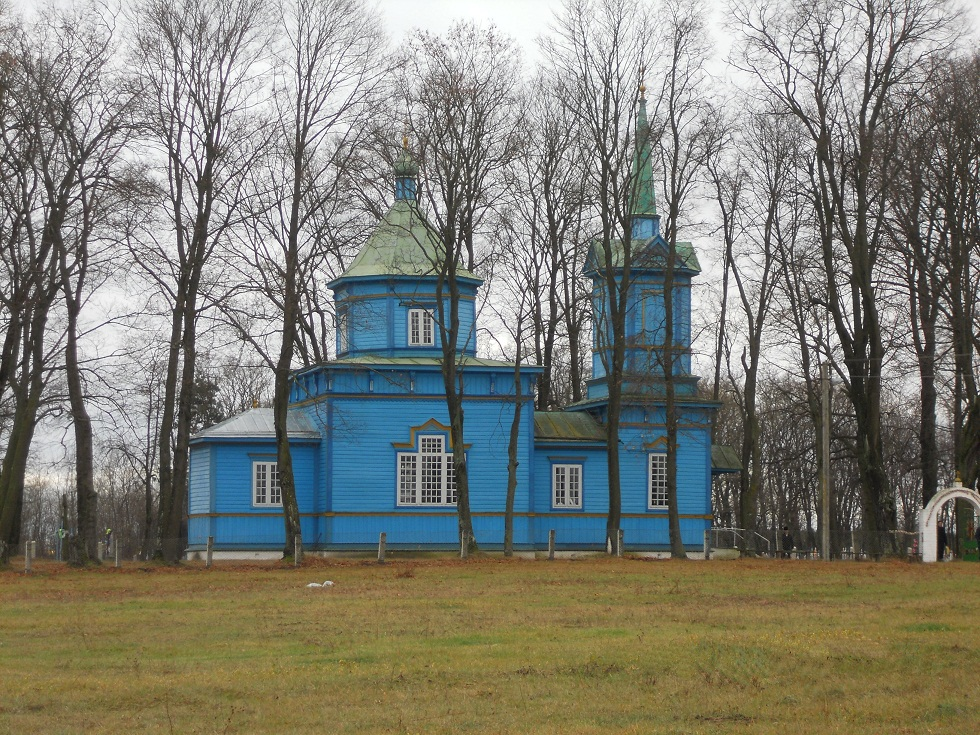

## Див.також
- Церква на Електронній карті спадщини дерев'яного церковного зодчества Рівненської області.
- Smorodsk // Słownik geograficzny Królestwa Polskiego. — Warszawa : Druk «Wieku», 1889. — Т. X. — S. 916. (пол.)
- Смородськ, Дубровицький район, Рівненська область - Читальний зал - Історія міст і сіл Волині. Короткі довідки [Архівовано 26 березня 2017 у Wayback Machine.]